# Thomas A. Wofford

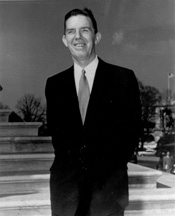
Thomas A. Wofford

Thomas Albert Wofford, född 27 september 1908 i Laurens County, South Carolina, död 25 februari 1978 i Greenville, South Carolina, var en amerikansk politiker. Han representerade delstaten South Carolina i USA:s senat från april till november 1956.
Wofford utexaminerades 1928 från University of South Carolina och 1931 juristexamen vid Harvard Law School samt inledde därefter sin karriär som advokat i South Carolina.
Strom Thurmond blev 1954 invald i USA:s senat som write-in kandidat. Senator Thurmond avgick 1956 för att kandidera i ett fyllnadsval där han kunde legitimera sitt mandat inför demokraterna i South Carolina genom att vinna ett ordinarie primärval. Demokraten Wofford blev utnämnd till senaten. Han kandiderade inte i fyllnadsvalet. Thurmond vann fyllnadsvalet som väntat och tillträdde därefter som senator på nytt.
Wofford var ledamot av delstatens senat 1966-1972. Han bytte parti från demokraterna till republikanerna. Han gravsattes på Woodlawn Memorial Park i Greenville.